# Montana State University–Bozeman
Montana State University–Bozeman is een Amerikaanse universiteit in de stad Bozeman, in de staat Montana, Verenigde Staten. De universiteit werd in 1893 opgericht en kent 51 bacheloropleidingen, 41 masteropleidingen en er zijn doctorale opleidingen op achttien verschillende gebieden.
De colleges zijn:
- College of Agriculture;
- College of Arts and Architecture;
- College of Business;
- College of Education, Health & Human Development;
- College of Engineering;
- College of Letters and Science;
- College of Nursing;
- University College;
- College of Graduate Studies.